# Filosofía coreana
La filosofía coreana se enfocó en su totalidad en la cosmovisión. Se integró el contenido emocional del chamanismo, lo impredecible, y algunos aspectos del neoconfucianismo. El pensamiento tradicional coreano ha sido influenciado por un gran número de corrientes de pensamiento filosófico y religiosas a lo largo de los años. Al ser las principales influencias en la vida en Corea, a menudo los movimientos del chamanismo coreano, taoísmo, budismo y confucianismo han moldeado el estilo de vida y pensamiento coreano.

## Budismo
Los pensadores budistas coreanos refinaron ideas introducidas originalmente de China de manera distinta. Los Tres Reinos de Corea introdujeron el budismo en Japón, desde donde se popularizó en el Occidente. El budismo coreano consiste en su mayoría del linaje Seon, el cual es una derivación del budismo Zen de China y precursor del budismo Zen conocido en Occidente a través de Japón.
Los templos budistas se pueden encontrar en varias partes de Corea, siendo muchos considerados tesoros nacionales.

## Confucianismo
Una de las influencias más sustanciales en la historia intelectual coreana fue la introducción del pensamiento confuciano como parte de un intercambio cultural con China. En la actualidad el legado del confucianismo sigue siendo una parte fundamental de la sociedad coreana, formando el sistema moral, estilo de vida, relaciones sociales entre adultos y jóvenes, e incluso sobrevivió a la modernización del sistema legal.

## Escuelas de pensamiento durante la Dinastía Joseon

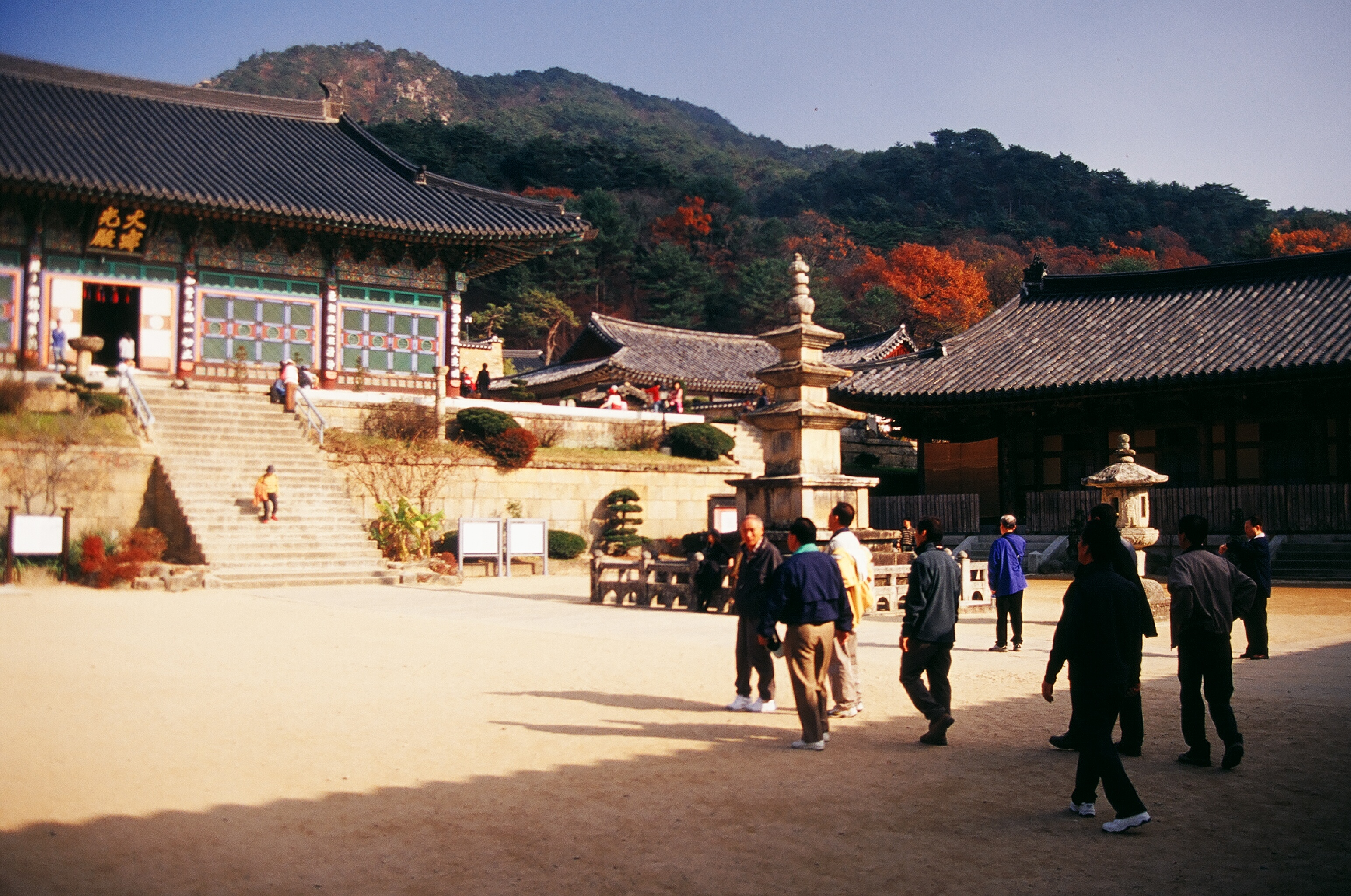
Haeinsa es un templo budista en Gyeongsang del Sur.

Esta dinastía surgió tras las dictaduras militares y caos de la era precedente. La transición en esta era fue desde el budismo al neoconfucianismo. Se hizo mucho trabajo, especialmente en los comentarios; de hecho la escuela Chu Hsi representó la edad dorada de la filosofía religiosa coreana. Estudios metafísicos actuales investigaron las relaciones teológicas entre principio (i) y fuerza vital/material (ki), y también entre los cuatro comienzos (sadan), y los siete sentimientos (ch'ilchong); con la división de los confucianistas de esta dinastía en dos escuelas principales: una sobre la «fuerza» y otra sobre los «principios». El filósofo Hwadam (Suh Kyungduk, 1489–1546) integró el concepto de i y ki, además habló de la Gran Armonía (taehwa).

## Filosofía occidental en Corea entre 1890 y 1945
Aquellos que fueron enviados para ser educados en Japón regresaron con un conocimiento limitado de la filosofía occidental en su totalidad, aunque la influencia educacional alemana en Japón llevó al inicio de un interés en los ideales alemanes en Corea a través del conocimiento indirecto, con la excepción de Marx, Hegel y los dialécticos.
La fuerte influencia del bajo cristianismo de la iglesia, a través de escuelas misioneras, condujo a una filosofía práctica de estilo estadounidense que entró en Corea desde 1890 en adelante. La discusión del cristianismo coreano y la filosofía cristiana se complica con muchas divisiones, siendo discutida en diversos artículos.
La filosofía en Corea estaba dividida, según la escuela occidental, de acuerdo a un tipo de mezcla pragmática de creencias libertarias progresivas variadas en el sur con cambios muy variables desde el autorismo rígido a enfoques más pragmáticos más suaves y fáciles desde la década de 1990 en adelante.

## Filosofía norcoreana después de 1945
En el periodo republicano, después de 1945, el marxismo-leninismo en el norte se construyó con los eruditos guerreros yangban de tiempos antiguos, llevado a extremos absolutos.
La principal influencia en Corea del Norte ha sido desde 1996 la noción de «El espíritu del emblema rojo». Este sistema de creencias incentiva a los norcoreanos a construir un «kangsong taeguk», un estado de fortaleza, basado en la autosuficiencia y absoluta lealtad al líder (suryong). Esta filosofía fue creada por los «tres generales del Mt. Paektu», refiriéndose al antiguo líder norcoreano Kim Jong-il, su padre Kim Il-sung y su madre Kim Jong-suk. Se conoce poco sobre estas publicaciones filosóficas acerca de este tema; pero parece haber reeemplazado al Marxismo con una ideología nacionalista desarrollada internamente.

## Lista de filósofos

### Filósofos budistas
- Seungnang (hacia el siglo VI)
- Wonch'uk (613–696)
- Wonhyo (617–686)
- Uisang (625–702)
- Uicheon (1055–1101)
- Jinul (1158–1210)

### Filósofos neoconfucionistas
- Jeong Mong-ju (1338–1392)
- Jeong Do Jeon (1342–1398)
- Jeong Do-jeon (1342–1398)
- Seo Gyeong-deok (1489–1546)
- Yi Eon-jeok (1491–1553)
- Cho Shik (1501–1572)
- Yi Hwang (1501–1570)
- Yi I (1536–1584)
- Jeong Yak-yong (1762–1836)
- Kim Jeong-hui (1786–1856)

### Dinastía Joseon
- Jang Hyeon-gwang (1554–1637)
- Jeong Je-du (1649–1736)
- Jeong Si-han (1625–1707)
- Jeong Do Jeon (1337–1398)
- Jeong Yak-yong (1762–1836)
- Han Won-jin (1682–1750)
- Hong Tae-yong (1731–1783)
- Gi Jeong-jin (1798–1876)
- Gi Dae-seung (1527–1572)
- Kim In-hu (1511–1560)
- Kim Si-seup (1435–1493)
- Gwon Geun (1352–1409)
- Bak Ji-won (1737–1805)
- Bak Se-dang (1629–1703)
- Seo Gyeong-deok (1489–1546)
- Seong Hon (1535–1598)
- Song Si-yeol (1607–1689)
- Yi Jin-sang (1818–1885)
- Yi Hang-no (1792–1868)
- Yi Hwang (1501–1570)
- Yi I (1536–1584)
- Seongho Yi Ik (1681–1763)
- Yu Hyeong-won (1622–1673)
- Yun Hyu (1617–1680)